# Antonio Caetani mlajši
Antonio kardinal Caetani mlajši, italijanski rimskokatoliški duhovnik, škof in kardinal, * 1566, Rim, † 17. marec 1624, Rim.

## Življenjepis
31. avgusta 1605 je bil imenovan za nadškofa Capue; škofovsko posvečenje je prejel 12. septembra istega leta.
Septembra 1606 je bil imenovan za apostolskega nuncija v Avstriji (do septembra 1610) in avgusta 1611 je bil imenovan za apostolskega nuncija v Španiji (odstopil julija 1618).
19. aprila 1621 je bil povzdignjen v kardinala in imenovan za kardinal-duhovnika S. Pudenziana.